# Negovec
 Negovec  falu Horvátországban Zágráb megyében. Közigazgatásilag Vrbovechez tartozik.

## Fekvése
Zágrábtól 27 km-re északkeletre, községközpontjától 9 km-re nyugatra fekszik. 

## Története
A települést 1517-ben említik először, Pucsich Katalin birtokaként. 1588 és 1600 között Erdődy Péter birtoka volt. 1755-ben a parasztfelkelés idején az itteni nemesi birtok megszűnt. 1802-ben már újra nemesi kúria állt a faluban. 1904-ben a birtokot felparcellázták és új betelepülők is érkeztek.
A falunak 1857-ben 252, 1910-ben 484 lakosa volt. Trianonig Belovár-Kőrös vármegye Kőrösi járásához tartozott. 2001-ben 198 lakosa volt. 

## Lakosság
| Lakosság változása | Lakosság változása | Lakosság változása | Lakosság változása | Lakosság változása | Lakosság változása | Lakosság változása | Lakosság változása | Lakosság változása | Lakosság változása | Lakosság változása | Lakosság változása | Lakosság változása | Lakosság változása | Lakosság változása |
| ------------------ | ------------------ | ------------------ | ------------------ | ------------------ | ------------------ | ------------------ | ------------------ | ------------------ | ------------------ | ------------------ | ------------------ | ------------------ | ------------------ | ------------------ |
| 1857               | 1869               | 1880               | 1890               | 1900               | 1910               | 1921               | 1931               | 1948               | 1953               | 1961               | 1971               | 1981               | 1991               | 2001               |
| 252                | 341                | 320                | 349                | 410                | 484                | 481                | 502                | 454                | 421                | 409                | 327                | 267                | 230                | 198                |

## Híres emberek
Itt született 1873. március 2-án Marija Jurić Zagorka író, drámaíró, az első horvát újságírónő. A faluban mellszobra áll.

## Külső hivatkozások
Vrbovec város hivatalos oldala